# Markus Schubert
Markus Schubert (Freiberg, 12 de junio de 1998) es un futbolista alemán que juega en la demarcación de portero para el SC Paderborn 07 de la 2. Bundesliga.

## Biografía
Tras formarse como futbolista en el SV Lok Nossen y en el Riesaer SC desde 2004, siete años después, ya en 2011 se marchó a la disciplina del Dynamo Dresden. En la temporada 2015-16 subió al primer equipo, haciendo su debut el 28 de noviembre de 2015 en un partido de la 3. Liga contra el SC Preußen Münster que finalizó con un resultado de empate a cero.
El 5 de julio de 2019, el FC Schalke 04 anunciaba que había llegado a un acuerdo con Schubert para que se incorporase al club durante cuatro temporadas. Sin embargo su debut no llegó hasta el 15 de diciembre del mismo año cuando entró en el campo en sustitución de Amine Harit después de que el portero Alexander Nübel recibiera una tarjeta roja. Tras un año en el conjunto minero, en septiembre de 2020 fue cedido al Eintracht Fráncfort. Al comienzo de la siguiente temporada fue traspasado al S. B. V. Vitesse.
En mayo de 2024 se hizo oficial su vuelta al fútbol alemán después de fichar por el SC Paderborn 07 para la campaña 2024-25.

## Clubes
| Club                         | País         | Año       | Partidos | Goles |
| ---------------------------- | ------------ | --------- | -------- | ----- |
| Dynamo Dresden               | Alemania     | 2015-2019 | 43       | 0     |
| F. C. Schalke 04             | Alemania     | 2019-2020 | 10       | 0     |
| Eintracht Fráncfort (cedido) | Alemania     | 2020-2021 | 0        | 0     |
| S. B. V. Vitesse             | Países Bajos | 2021-2024 | 32       | 0     |
| SC Paderborn 07              | Alemania     | 2024-     | 14       | 0     |